# Diplolabellum
Diplolabellum là một chi thực vật có hoa trong họ, Orchidaceae.